# Marguerite Donlon
Marguerite Donlon (* 31. Mai 1966 im County Longford, Irland) ist eine irische Tänzerin, Choreografin und Ballettdirektorin.

## Werdegang
Nachdem sie in ihrer Kindheit vornehmlich mit traditionellem irischen Tanz in Berührung gekommen war, nahm Marguerite Donlon im fortgeschrittenen Alter von 16 Jahren eine private Ballettausbildung bei der aus Südafrika stammenden Tänzerin Anica Dawson auf, welche Ende der 1970er Jahre nach Irland gezogen war und in Legan später die Shawbrook School of Dance aufbaute.
1983 wechselte Marguerite Donlon an die Dorothy Stevens Ballet & Theatre School in Halifax (West Yorkshire), parallel dazu schloss sie in Bradford ihre Sekundarschulausbildung mit den A-Levels ab. 1986 zog sie nach London, wo sie am morgendlichen Training sowie an Proben des London Festival Ballet (damals unter Leitung von Peter Schaufuss) teilnahm und sich ihren Lebensunterhalt als Ankleiderin bei Vorstellungen derselben Compagnie verdiente. 1988 erhielt sie beim London Festival Ballet, das 1989 in English National Ballet umbenannt wurde, einen Vertrag als Tänzerin. Schnell übernahm sie solistische Partien, u. a. Effie in August Bournonvilles La Sylphide oder Desdemona in José Limóns The Moor’s Pavane und erlebte prägende Begegnungen u. a. mit Natalia Makarova und Rudolf Nurejew.
Als Peter Schaufuss 1990 künstlerischer Leiter des Balletts der Deutschen Oper Berlin wurde, folgte sie ihm als Solistin zu dieser Compagnie und tanzte dort u. a. in Choreografien von Maurice Béjart, William Forsythe, John Neumeier, Bill T. Jones, Meg Stuart und Jiří Kylián. Tourneen mit den beiden genannten Compagnien führten sie um den ganzen Globus, u. a. in das Metropolitan Opera House in New York und das Kirov-Theater in Leningrad (heute Mariinski-Theater St. Petersburg).

## Eigenständige Arbeit
Erste eigene Choreografien entstanden seit Beginn der 1990er Jahre, u. a. für das Ballett der Deutschen Oper Berlin und der Komischen Oper Berlin. Im Jahre 2000 verließ Marguerite Donlon das Ballett der Deutschen Oper Berlin, um als freischaffende Choreografin zu arbeiten. Ein Jahr später wurde sie als Ballettdirektorin und Choreografin an das Saarländische Staatstheater in Saarbrücken berufen. Ihre Tätigkeit an diesem Theater endete mit Ablauf der Spielzeit 2012/13; 2014 präsentierte sie als Gastchoreografin noch einmal ein Stück am Saarländischen Staatstheater. 
Darüber hinaus hat Marguerite Donlon für zahlreiche Ballettcompagnien rund um den Erdball Choreografien geschaffen oder bestehende Stücke einstudiert, etwa beim Ballett der Wiener Staatsoper (2000), dem Nederlands Dans Theater II (2002), dem Stuttgarter Ballett (2002) der Hubbard Street Dance Company Chicago (2001 und 2005) und der Companhia Nacional de Bailado in Lissabon (2009). Ihre Arbeiten wurden außer in Europa auch in den USA, Kanada und Korea gezeigt.
Von 2019 bis 2020 war Marguerite Donlon Ballettdirektorin des Balletts am Theater Hagen. Ab 2021 war sie dann bis 2023 Direktorin der Tanzsparte am Theater Osnabrück designiert ist.

## Lehrtätigkeit
Marguerite Donlon ist Lehrbeauftragte an der Tanzabteilung der Hochschule für Musik und Darstellende Kunst Frankfurt am Main, außerdem ist sie als Jurorin bei renommierten Wettbewerben in Erscheinung getreten, etwa beim Internationalen Choreografie-Wettbewerb "no ballet" in Ludwigshafen (2007) oder beim Internationalen Wettbewerb für Choreografen in Hannover (2006, 2009 und 2013).

## Persönliches
Marguerite Donlon war mit dem Saxophonisten und Komponisten Claas Willeke (1966–2013) verheiratet. Das Paar hat eine Tochter, Kíla Amelie (* 2007).

## Auszeichnungen
- 2007: Für ihre Choreographie "Giselle: Reloaded" wurde Marguerite Donlon im Frühjahr für den "Prix Benois de la Danse" nominiert.
- 2007: Im September erhielt sie für "Romeo und Julia" eine Nominierung für den Deutschen Theaterpreis "DER FAUST" in der Kategorie "Beste Choreografie"
- 2007: Vom Ministerpräsidenten des Saarlandes Peter Müller wurde ihr am 9. Oktober der Saarländische Verdienstorden verliehen.[2]

## Werke
In der folgenden Übersicht sind zunächst alle Werke erfasst, die während Marguerite Donlons Tätigkeit am Saarländischen Staatstheater entstanden sind, unabhängig davon, für welche Compagnie sie geschaffen wurde. Aufgeführt sind weiterhin alle vor diesem Zeitpunkt geschaffenen Werke, die vom Ballett des Saarländischen Staatstheaters in dessen Repertoire übernommen wurden.
| - 1999: Patch of Grass - 2000: Different Directions - 2001: We Three Sheep - 2002: BeBob - 2002: How fast you want! - 2002: Somewhere Between Remembering and Forgetting - 2002: Move - 2002: Taboo or not - 2003: Chocolate (bittersweet) - 2003: Carmen privat - 2003: Poetic Licence - 2004: Blind Date - 2004: Zettels Sommernachts Traum - 2005: Strokes Through The Tail - 2005: Tanz mir das Lied vom Tod - 2005: Die Schachtel - 2005: Eros - Life Instinct - 2005: Erinnerung an...eine Zukunft - 2005: On Top - 2006: CRASH - 2006: Schatten - 2006: Die roten Schuhe - 2006: Words and Music (And Silence) - 2006: Giselle: Reloaded | - 2007: Romeo und Julia - 2007: Seed - 2008: Der Nussknacker - 2008: Splash! - 2008: Sound Moves - 2008: Le sacre du printemps - 2009: Schwanensee – aufgetaucht - 2009: Casa Azul - Inspired by Frida Kahlo - 2010: Footprints - 2010: Buster Keaton in Silent Mov(i)e - 2011: Geheimnis der Unsterblichkeit (alpha, soma) - 2011: BLUE - 2012: Heroes - 2012: Labyrinth of Love - 2013: LIEBE in schwarz-weiß - 2013: Close Up - 2013: Wings - 2014: Shadow - 2014: Wings II - 2015: Heroes-K, Body (Adaption) - 2015: Der Bettler von Paris - 2015: Made in Love - 2015: Transparent Cloud |